# Лобода, Григорий

Герб Григория Лободы

Григо́рий Лобода́ (укр. Григорій Лобода; 1557 — 1596) — запорожский гетман (1593—1596 с перерывами), участник походов против Турции и Крымского ханства, один из руководителей крестьянско-казацкого восстания 1594—1596 на Украине.

## Биография
Выходец из старшины реестровых казаков — зажиточного, привилегированного сословия Запорожской Сечи.
В 1594 году, как один из казачьих полковников, участвовал в военном походе против турок — с 12-тысячным войском — на Молдавию;  весной 1595 — в новом походе на Молдавию, в числе союзников императора Рудольфа II.
Во время крестьянско-казацкого восстания с гетманом Северином Наливайко участвовал в военных походах в пределы Киевского воеводства.
В марте 1596 года был лишён булавы, но после неудачного для казаков боя близ урочища Острый Камень (недалеко от Белой Церкви на Киевщине) снова был избран гетманом. Лободу поддерживали преимущественно так называемые «реестровцы», Наливайко — так называемая «чернь». Поляки и коронный гетман Станислав Жолкевский шли на переговоры с Лободой, игнорируя Наливайко.
Лобода был обвинён сторонниками Наливайко в измене, как сторонник переговоров со шляхетским правительством Польши. Убит "казачьей чернью" во время осады казацкого лагеря поляками в урочище Солоница (около Лубен), на реке Суле.

## Ссылки

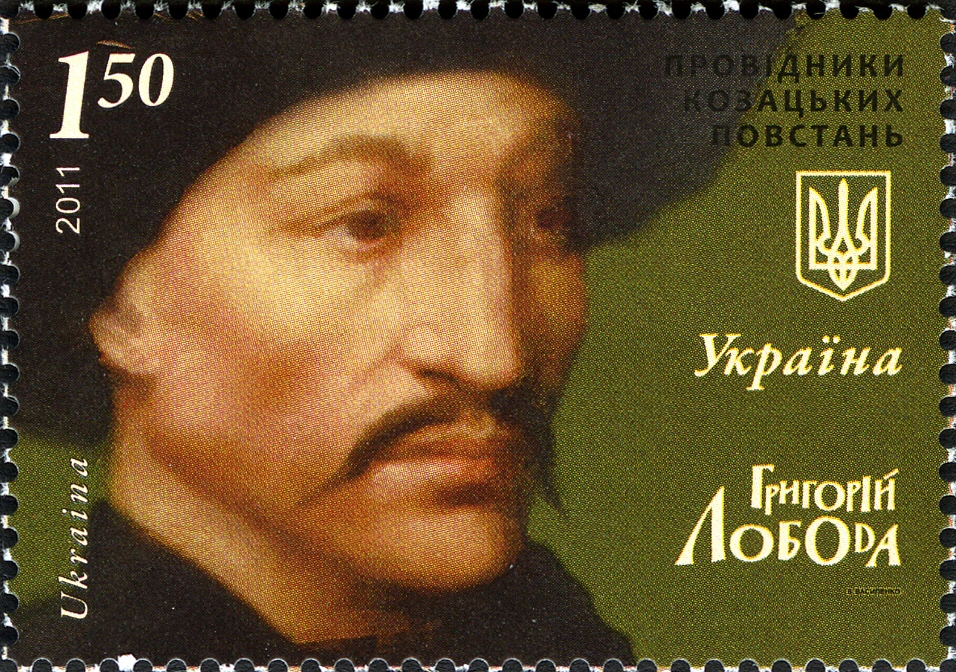
Почтовая марка Украины